# Aksu Airport
Aksu Airport (kinesiska: 阿克蘇機場, Ākèsù Jīchǎng) är en flygplats i Kina. Den ligger i den autonoma regionen Xinjiang, i den nordvästra delen av landet, omkring 660 kilometer sydväst om regionhuvudstaden Ürümqi. Aksu Airport ligger 1 163 meter över havet.
Runt Aksu Airport är det ganska glesbefolkat, med 38 invånare per kvadratkilometer. Närmaste större samhälle är Wensu, 4,4 km väster om Aksu Airport. Trakten runt Aksu Airport består till största delen av jordbruksmark.
Genomsnittlig årsnederbörd är 170 millimeter. Den regnigaste månaden är augusti, med i genomsnitt 33 mm nederbörd, och den torraste är mars, med 2 mm nederbörd.